# Helen Gibson
Helen Gibson (27 de agosto de 1892 – 10 de octubre de 1977) fue una actriz y productora cinematográfica, artista de vodevil y de radio, así como jinete de rodeo de nacionalidad estadounidense. Es considerada como la primera mujer especialista con carácter profesional.

## Jinete de rodeo
Su verdadero nombre era Rose August Wenger, y nació en Cleveland (Ohio). Era una de las cinco hijas de un matrimonio de origen suizo y alemán, Fred y Annie Wegner. Su padre había querido un hijo, por lo que la estimuló a llevar una conducta masculina. Helen vio su primer espectáculo del Salvaje Oeste en Cleveland en el verano de 1909 y respondió a un anuncio del Rancho Miller Brothers 101 en la revista Billboard buscando chicas para cabalgar en su espectáculo. Le enseñaron a montar, y ella actuó en su primer espectáculo del rancho Miller Brothers 101 en San Luis (Misuri) en abril de 1910. 

## Hollywood

### Especialista cowboy
Cuando el espectáculo Miller-Arlington cerró súbitamente en 1911, muchos de los intérpretes se quedaron tirados en Venice (Los Ángeles). Thomas Harper Ince, productor de la New York Motion Picture Company, contrató a todo el elenco por 2.500 dólares semanales. El personal se desplazó a Topanga Canyon, donde se llevaban a cabo los rodajes. En 1912 ella ganó 15 dólares semanales por su primer papel con títulos de crédito, el de la hermana de Ruth Roland en Ranch Girls on a Rampage.
Al igual que muchos otros extras cowboys, Helen siguió actuando en los rodeos cuando no rodaba. En el Segundo Rodeo de Los Ángeles en 1913 tomó parte de la carrera de Standing Woman, siendo tan buena la impresión que causó que le ofrecieron financiarle una gira de rodeos. En su rancho en Pendleton, Oregón, Helen trabajaba con los caballos a diario, aprendiendo nuevos trucos para montar. Fue en Pendleton, en junio de 1913, donde conoció a Hoot Gibson. Empezaron a trabajar juntos, y en un rodeo en Salt Lake City consiguieron todos los premios.

### Hoot Gibson
Ese verano la pareja actuó en rodeos en Winnipeg, Canadá, y en Boise, Idaho, y volvieron a Pendleton pocos días antes del inicio del Pendleton Round-Up. Con motivo de la escasez de habitaciones de hotel, decidieron casarse con el fin de tener preferencia para hospedarse. Ganaron bastante dinero como para volver a Los Ángeles, donde Hoot trabajó como cowboy extra y doble de Tom Mix para Selig Polyscope Company. Helen también trabajó para Selig, así como para la Kalem Company en Glendale (California).

### Trabajo como especialista y Hazards of Helen

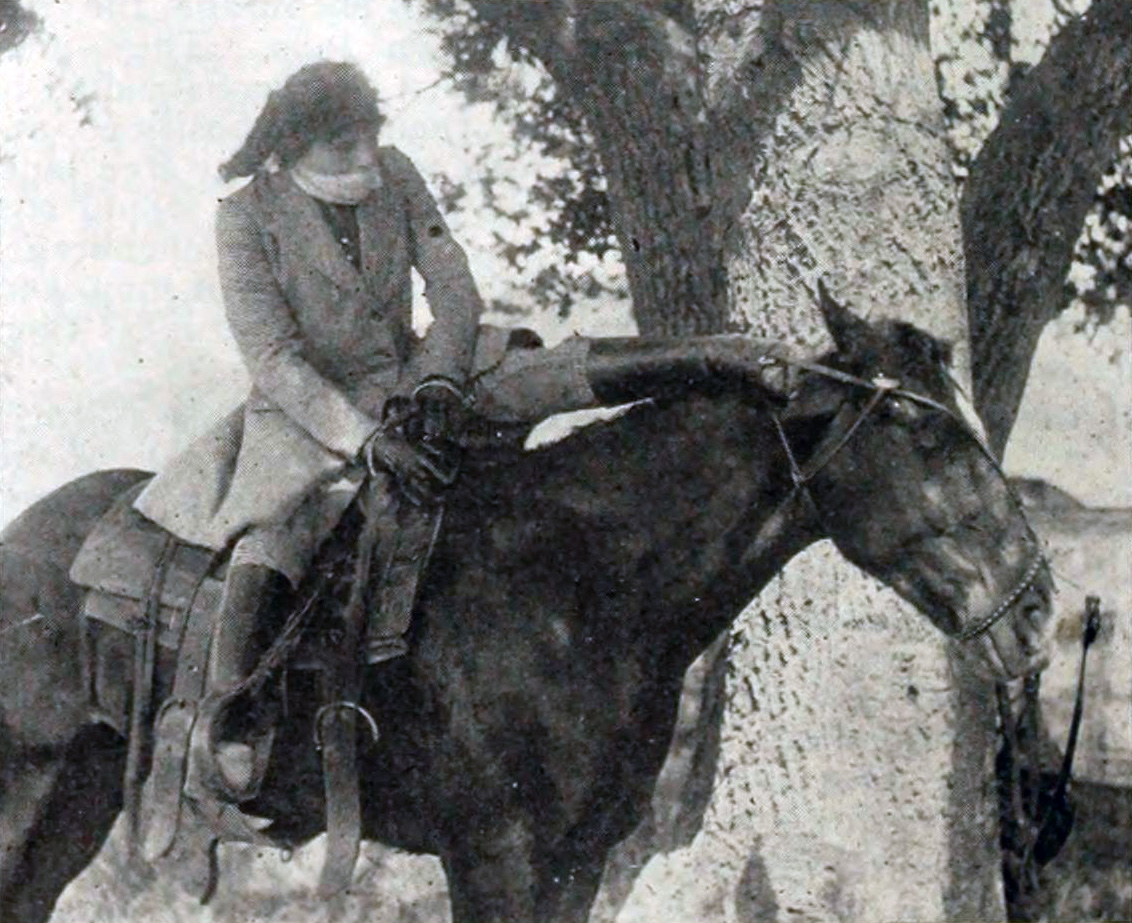
The Capture of Red Stanley (1916)

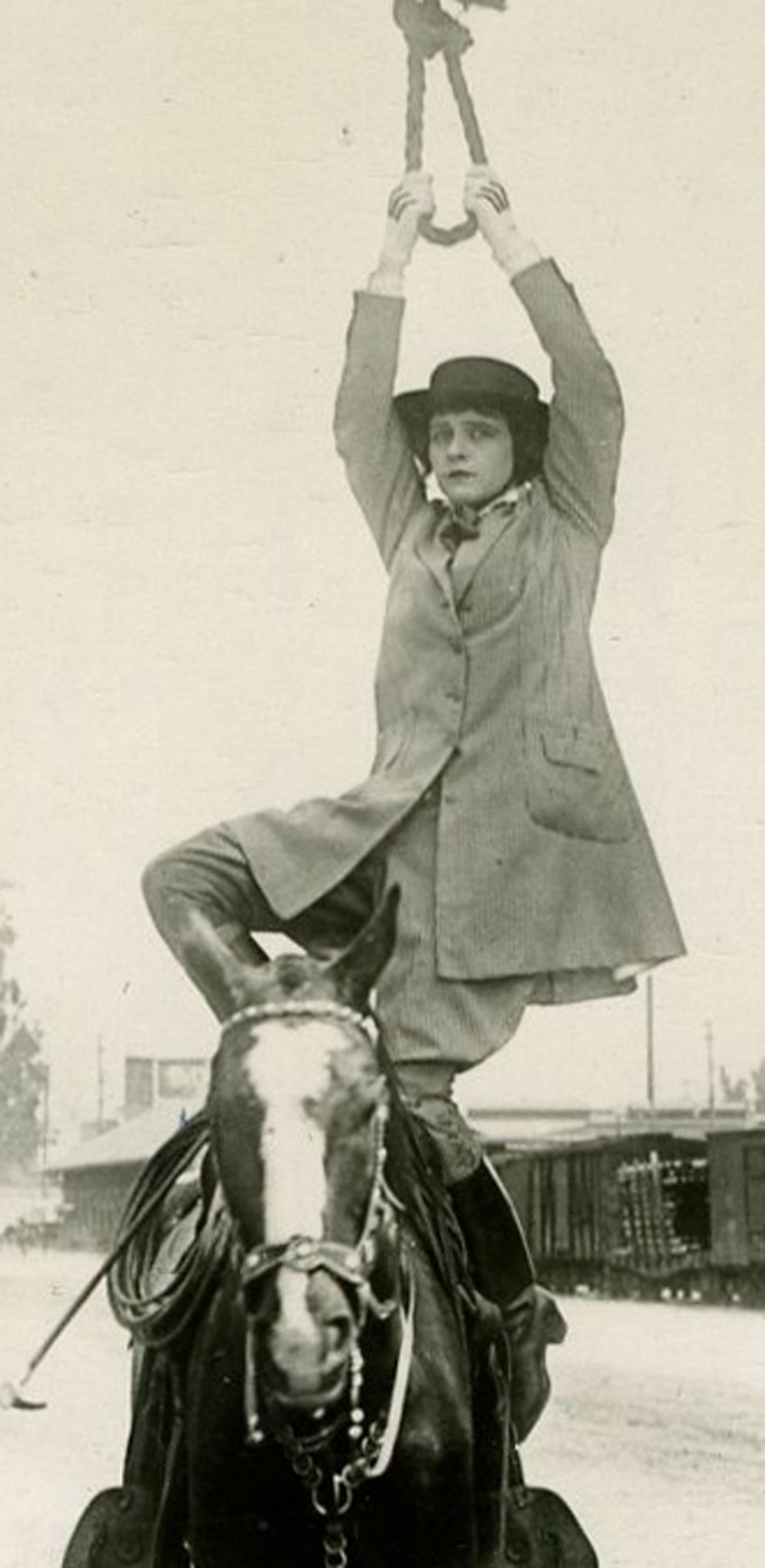
The Hazards of Helen (1916)

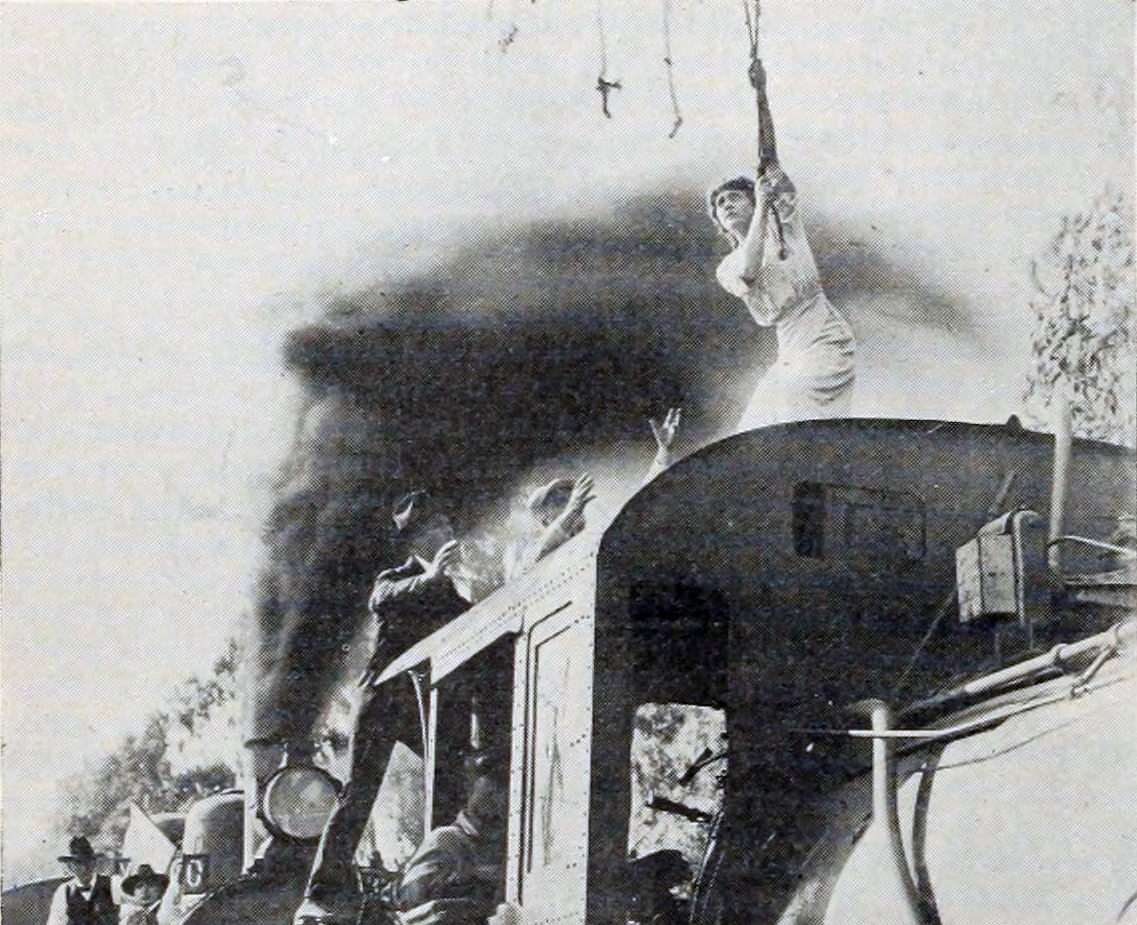
To Save the Road (1916)

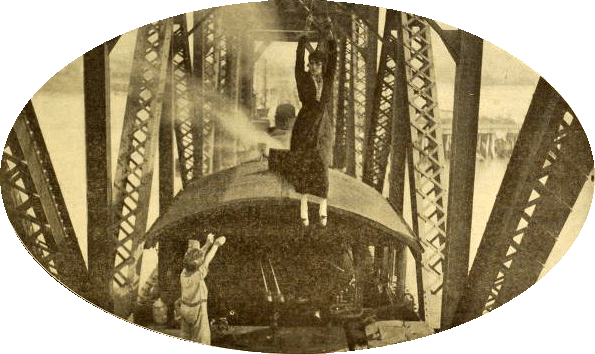
A Daughter of Daring (1917)

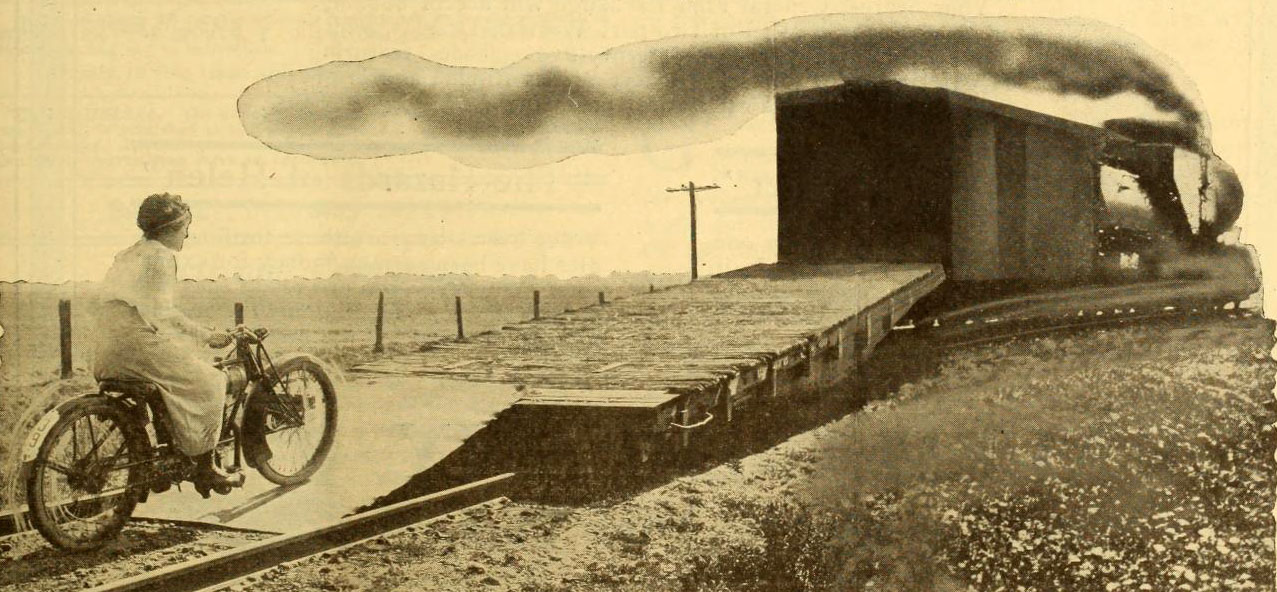
In the Path of Peril (1917)

En abril de 1915, trabajando para Kalem Company doblando a Helen Holmes en el serial de aventuras The Hazards of Helen, Gibson realizó su acrobacia más peligrosa: un salto desde el tejado de una estación hasta el techo de un tren en movimiento en el episodio A Girl’s Grit. 
Considerado como el serial más largo de la historia, los 119 episodios de The Hazards of Helen eran historias autónomas. La serie se había iniciado con Helen Holmes como protagonista de los primeros 49 episodios, pero Gibson tuvo la oportunidad de reemplazar a Holmes en dos filmes con motivo de una enfermedad, A Test of Courage y A Mile a Minute, con un sueldo de 35 dólares semanales. La oficina de Kalem en Nueva York quedó tan impresionada por su trabajo, que ordenaron continuar con ella cuando Helen Holmes y su marido, el director de Hazards of Helen, J. P. McGowan, abandonaron la empresa para fundar su propia compañía.
Con el nombre artístico de 'Helen', cambiado por el estudio, demostró ser una buena actriz y, tras rodar varias películas más, escribió una historia para un corto, toda ella girando alrededor de una arriesgada acrobacia con caballos. Gracias a esto Kalem aumentó su salario a 50 dólares semanales.
Gibson actuó en The Hazards of Helen en un total de 69 episodios, hasta que la serie finalizó en febrero de 1917, tras lo cual Kalem intentó producir otra serie protagonizada por ella, The Daughter of Daring. En esta nueva producción hizo una de sus mejores acrobacias, viajando a toda velocidad con una motocicleta tras un tren, y saltando a un vagón.
En esa época Kalem, productora de filmes de un único carrete, pasaba por problemas financieros, y cesó la producción en 1917, siendo vendida a Vitagraph. Universal Pictures ofreció a Gibson un contrato de tres años cobrando 125 dólares a la semana para hacer filmes de dos y de cinco carretes hasta 1919. Entre esos títulos figuraban dos filmes de 1919 dirigidos por John Ford, Rustlers y Gun Law. El contrato con Universal finalizó en el invierno de 1919 y, tras el mismo, firmó con Capital Film Company por 300 dólares semanales, aunque esta compañía desapareció en mayo de 1920 por problemas económicos.
En 1920 el matrimonio Gibson se separó, y en 1922 Hoot Gibson se casó con una mujer llamada Helen Johnson, a menudo confundida con Helen Gibson.

### Productora
En 1920 Gibson creó Helen Gibson Productions a fin de producir sus propias películas. La primera iba a ser No Man's Woman, un melodrama western. El dinero se acabó antes de finalizarse el film, y dejó arruinada a Gibson. Un año más tarde fue estrenada la película por otro estudio y con un nuevo título, Nine Points of the Law. En marzo de 1921, la Spencer Production Company contrató a Gibson para protagonizar The Wolverine. Su trabajo fue muy satisfactorio, por lo que le pagaron 450 dólares a la semana. Sin embargo, antes de empezar el rodaje de una segunda película, la actriz sufrió una peritonitis y hubo de ser hospitalizada. A causa de ello, el estudio la reemplazó.

## Acrobacias ecuestres
Tras recuperarse de la cirugía, la fama de Gibson como primera actriz había decaído. En septiembre de 1921 una compañía independiente la contrató para trabajar en un film de cinco carretes, pero quebró sin llegar a pagar al reparto. Gibson se vio forzada a vender sus muebles, joyería y coche. 
En la primavera de 1924 Gibson consiguió trabajo como acróbata ecuestre en el espectáculo del Salvaje Oeste del Ringling Brothers and Barnum & Bailey Circus junto a otros intérpretes cowboys como Ken Maynard, actuando en el circo durante dos años y medio. En septiembre de 1926 Gibson se sumó a un número de los indios Hopi y trabajó en el circuito de vodevil de Boston.

## Vuelta a Hollywood
Volvió a Hollywood en 1927, y empezó a doblar a estrellas como Louise Fazenda, Irene Rich, Edna May Oliver, Marie Dressler, Marjorie Main, May Robson, Esther Dale y Ethel Barrymore. Trabajó constantemente haciendo doblaje y en pequeños papeles sin aparecer en los créditos. Como había hecho en otras épocas, Gibson intervino como invitada en rodeos de beneficencia y en eventos tales como el Annual Santa Barbara Horse Show.
En 1935 Gibson se casó con Clifton Johnson, un electricista del estudio. En 1940 Johnson sirvió en la Segunda Guerra Mundial y, mientras tanto, ella siguió trabajando como extra.
En la producción de Universal Hollywood Story (1951) fue elegida para interpretar a una actriz de cine mudo retirada, participando junto a Francis X. Bushman, William Farnum y Betty Blythe. En el estreno, Tony Curtis, entonces desconocido, fue designado para acompañar a Gibson y Blythe al Teatro Academy Award, donde la Cámara de Comercio de Hollywood concedió a cada una de ellas una placa agradeciendo su contribución al cine y al desarrollo de Hollywood.

## Retiro
Gibson siguió haciendo pequeños papeles como actriz de carácter y como extra hasta 1954, cuando el matrimonio se mudó al Lago Tahoe por razones de salud. Tras intentar sin éxito vender bienes inmuebles, compraron una casa en Panorama City, en Los Ángeles. Gibson sufrió un leve ictus en 1957, el cual no le impidió seguir trabajando como extra para el cine y la televisión.
Su último papel llegó en otoño de 1961 en la película de John Ford The Man Who Shot Liberty Valance. Tenía 69 años de edad, y se retiró en enero de 1962. La pareja se trasladó a vivir en Roseburg, Oregón, donde ella pasó sus últimos años pescando y concediendo entrevistas ocasionales. Helen Gibson falleció a causa de una enfermedad cardiaca tras un ictus en 1977, a los 85 años de edad. 

## Filmografía
| Año     | Título                                         | Papel                                        | Compañía                    |
| ------- | ---------------------------------------------- | -------------------------------------------- | --------------------------- |
| 1912    | Ranch Girls on a Rampage                       | Hermana de Ruth Roland                       | Selig Polyscope Company     |
| 1913    | A Girl of the Range                            |                                              |                             |
| 1913    | Old Moddingington's Daughters                  | Hija de Moddington                           | Vitagraph Studios           |
| 1914–15 | The Hazards of Helen (varios episodios)        | Especialista y doble                         | Kalem Company               |
| 1915    | Man of God                                     |                                              | Lubin Manufacturing Company |
| 1915–17 | The Hazards of Helen 63 episodios              | Helen                                        | Kalem Company               |
| 1917    | Daughter of Daring 11 episodios                | Helen                                        | Kalem Company               |
| 1917    | The Wrong Man                                  |                                              | Bison Motion Pictures       |
| 1917    | Ghost of Canyon Diablo                         |                                              |                             |
| 1917    | Border Watch Dogs                              |                                              | Universal Pictures          |
| 1917    | A Perilous Leap                                |                                              | Universal Pictures          |
| 1917    | The Dynamite Special                           |                                              | Bison Motion Pictures       |
| 1917    | The Little Outlaw                              |                                              | Pathe Exchange (dist)       |
| 1917    | The Girl of Gopher City                        |                                              |                             |
| 1917    | Trail Divided                                  |                                              | Pathe Exchange (dist)       |
| 1917    | Saving the Fast Mail                           |                                              | Bison Motion Pictures       |
| 1917    | The End of the Run                             |                                              | Universal Pictures          |
| 1917    | Fighting Mad'                                  | Mary Lambert                                 | Universal Pictures          |
| 1918    | Play Straight or Fight                         |                                              | Universal Pictures          |
| 1918    | The Midnight Flyer                             |                                              | Universal Pictures          |
| 1918    | The Branded Man                                |                                              | Universal Pictures          |
| 1918    | The Pay Roll Express                           |                                              | Universal Pictures          |
| 1918    | Bawled Out                                     |                                              | Century Films               |
| 1918    | Danger Ahead                                   |                                              | Universal Pictures          |
| 1918    | Under False Pretenses                          |                                              | Universal Pictures          |
| 1918    | The Fast Mail                                  |                                              | Universal Pictures          |
| 1918    | The Dead Shot                                  |                                              | Universal Pictures          |
| 1918    | The Silent Sentinel                            |                                              | Universal Pictures          |
| 1918    | Captured Alive                                 |                                              | Universal Pictures          |
| 1918    | The Robber                                     |                                              | Universal Pictures          |
| 1918    | Wolves of the Range                            |                                              | Universal Pictures          |
| 1919    | The Secret Peril                               |                                              | Universal Pictures          |
| 1919    | The Black Horse Bandit                         |                                              | Universal Pictures          |
| 1919    | The Canyon Mystery                             |                                              | Universal Pictures          |
| 1919    | Riding Wild                                    |                                              | Universal Pictures          |
| 1919    | Ace High                                       |                                              | Universal Pictures          |
| 1919    | Rustlers                                       | Administradora de correos – Nell Wyndham     | Universal Pictures          |
| 1919    | Gun Law                                        | Letty                                        | Universal Pictures          |
| 1919    | Down But Not Out                               |                                              | Universal Pictures          |
| 1919    | Loot                                           | Criada                                       | Universal Pictures          |
| 1921    | No Man's Woman                                 | La chica                                     | Helen Gibson productions    |
| 1921    | The Wolverine                                  | Billy Louise                                 | Spencer Productions         |
| 1922    | Nine Points of the Law                         | Cherie Du Bois                               | Rainbow Film Company,       |
| 1922    | Thorobred                                      | Helen                                        |                             |
| 1927    | Heroes of the Wild                             | Julia                                        | Mascot Pictures Corporation |
| 1928    | The Chinatown Mystery                          |                                              | Trem Carr Pictures          |
| 1928    | The Vanishing West Ep. 10 The End of the Trail | Mrs. Kincaid                                 | Mascot Pictures Corporation |
| 1931    | The Cheyenne Cyclone                           | (sin créditos) Ciudadana                     | Willis Kent Productions     |
| 1931    | The Lightning Warrior Cap. 1 The Drums of Doom | Pionera & especialista y doble: Georgia Hale | Mascot Pictures Corporation |
| 1932    | Human Targets                                  | ((sin créditos)) Mrs. Dale                   | Big 4 Film                  |
| 1932    | The Silver Lining                              | Dorothy Dent                                 | Alan Crosland Productions   |
| 1932    | Law and Lawless                                | Mrs. Kelley/molly?                           | Majestic Pictures           |
| 1933    | King of the Arena                              | (sin créditos) Jinete en el circo            | Universal Pictures          |
| 1934    | Wheels of Destiny                              | (sin créditos) Mujer de colono               | Ken Maynard Productions     |
| 1934    | Rocky Rhodes                                   | (sin créditos) Ciudadana                     | Buck Jones Productions      |
| 1934    | The Way of the West                            | Ciudadana                                    | Empire Films                |
| 1934    | 365 Nights in Hollywood                        | (sin créditos) Actriz estudiante             | Fox Film Corporation        |
| 1935    | Cyclone of the Saddle                          | Mrs. Carter                                  | Weiss Productions           |
| 1935    | The Drunkard                                   | Betty                                        | Weiss Productions           |
| 1935    | La novia de Frankenstein                       | (sin créditos) Aldeana                       | Universal Pictures          |
| 1935    | Fighting Caballero                             |                                              |                             |
| 1936    | Custer's Last Stand Chs. 4–7, 10               | Calamity Jane                                | Weiss Productions           |
| 1936    | Lady of Secrets                                | (sin créditos) Enfermera                     | Columbia Pictures           |
| 1936    | Last of the Warrens                            | (sin créditos) Mrs. Burns                    | Supreme Pictures            |
| 1937    | Jungle Jim                                     | (sin créditos) Mrs. Raymond                  | Universal Pictures          |
| 1937    | High, Wide, and Handsome                       | (sin créditos)                               | Paramount Pictures          |
| 1937    | Danger Valley                                  | Nana Temple                                  | Monogram Pictures           |
| 1938    | Condemned Women                                | (sin créditos) – escena peligrosa            | RKO Pictures                |
| 1938    | Flaming Frontiers Ch. 9 Toll Of The Torrent    | (sin créditos) Ciudadana                     | Universal Pictures          |
| 1939    | La diligencia                                  | (sin créditos) Chica en la cantina           | Walter Wanger Productions   |
| 1939    | The Oregon Trail Ch. 6 Indian Vengeance        | (sin créditos) Pionera en el tren            | Universal Pictures          |
| 1940    | Covered Wagon Trails                           | (sin créditos) Mujer en el tren              | Monogram Pictures           |
| 1940    | Deadwood Dick                                  | (sin créditos) Ciudadana                     | Columbia Pictures           |
| 1940    | Sheriff of Tombstone                           | (sin créditos) Liza Starr                    | Republic Pictures           |
| 1942    | The Valley of Vanishing Men                    | (sin créditos) Helen                         | Columbia Pictures           |
| 1944    | The Climax                                     | (sin créditos)                               | Universal Pictures          |
| 1946    | The Scarlet Horseman                           | (sin créditos) Ciudadana                     | Universal Pictures          |
| 1949    | Cheyenne Cowboy                                | (sin créditos)                               | Universal Pictures          |
| 1950    | Crooked River                                  | Madre                                        | Lippert Pictures            |
| 1950    | Fast on the Draw                               | (sin créditos) Mrs. Ellison                  | Lippert Pictures            |
| 1950    | Kansas Raiders                                 | (sin créditos)                               | Universal Pictures          |
| 1951    | Hollywood Story                                | Como ella misma – Antigua estrella           | Universal Pictures          |
| 1952    | The Treasure of Lost Canyon                    | (sin créditos) Madre                         | Universal Pictures          |
| 1953    | City That Never Sleeps                         | (sin créditos) Mujer                         | Republic Pictures           |
| 1953    | The Man from the Alamo                         | (sin créditos) Mujer en el tren              | Universal Pictures          |
| 1954    | Ma and Pa Kettle                               | (sin créditos) Esposa en el rancho           | Universal Pictures          |
| 1962    | The Man Who Shot Liberty Valance               | (sin créditos)                               | John Ford Productions       |